# Thermodesulfatator autotrophicus
Thermodesulfatator autotrophicus es una bacteria gramnegativa del género Thermodesulfatator. Fue descrita en el año 2016. Su etimología hace referencia a autótrofo. Es anaerobia estricta, quimioautótrofa, móvil por flagelo polar. Las células miden 0,5-0,7 μm de ancho por 1,0-1,8 μm de largo. Temperatura de crecimiento entre 50-80 °C, óptima de 65-70 °C. Utiliza hidrógeno como donador de electrones y sulfato como aceptor. Tiene un genoma de 2,27 Mpb y un contenido de G+C de 43,1%. Se ha aislado de chimeneas hidrotermales a 2.764 m de profundidad en el Océano Índico.